# 자유연합당

자유연합당(영어: Liberty Union Party)은 미국의 민주사회주의 정당이다. 버몬트주를 기반으로 삼아 활동하고 있으며, 버몬트주 내에서 4번째로 큰 규모의 정당이다.

## 역대 선거

### 역대 대통령 선거
| 선거명                  | 후보                | 득표수 | 득표율 | 확보 선거인단 | 당락 |
| ----------------------- | ------------------- | ------ | ------ | ------------- | ---- |
| 1972년 미국 대통령 선거 | 벤자민 스팍         | 1,010  | 0.5%   | 0 / 538       | 낙선 |
| 1976년 미국 대통령 선거 | 마가렛 라이트       | -      | -%     | 0 / 538       | 없음 |
| 1980년 미국 대통령 선거 | 데이비드 맥레이놀즈 | 136    | 0.1%   | 0 / 538       | 낙선 |
| 1984년 미국 대통령 선거 | 데니스 세레트       | 323    | 0.1%   | 0 / 538       | 낙선 |
| 1988년 미국 대통령 선거 | 윌라 케노예         | 142    | 0.1%   | 0 / 538       | 낙선 |
| 1992년 미국 대통령 선거 | 레노라 풀라니       | 429    | 0.2%   | 0 / 538       | 낙선 |
| 1996년 미국 대통령 선거 | 메리 칼 홀리스      | 292    | 0.1%   | 0 / 538       | 낙선 |
| 2000년 미국 대통령 선거 | 데이비드 맥레이놀즈 | 161    | 0.1%   | 0 / 538       | 낙선 |
| 2004년 미국 대통령 선거 | 존 파커             | 265    | 0.1%   | 0 / 538       | 낙선 |
| 2008년 미국 대통령 선거 | 브라이언 무어       | 141    | 0.1%   | 0 / 538       | 낙선 |
| 2012년 미국 대통령 선거 | 스튜어트 알렉산더   | -      | -%     | 0 / 538       | 없음 |
| 2016년 미국 대통령 선거 | 글로리아 라 리바    | 327    | 0.1%   | 0 / 538       | 낙선 |
| 2020년 미국 대통령 선거 | 글로리아 라 리바    | -      | 0%     | 0 / 538       |      |